# Кириллова, Елена Игоревна
Елена (Алена) Игоревна Кириллова (Данилочкина) (род. 27 января 1986 в Москве) — российская профессиональная баскетболистка. Играла на позиции защитника. Мастер спорта России международного класса.

## Сборная России
Елена Данилочкина была кандидатом в национальную сборную России на поездку на чемпионат Европы 2007, Олимпийские игры 2008 и чемпионат Европы 2009, но в последний момент она не входила в заявку на турнир. Также входила в состав различных молодёжных сборных России с 2001 по 2007 год. Елена Данилочкина дебютировала за национальную сборную России на чемпионате мира 2010 года. Затем она вновь вошла в состав сборной на чемпионат Европы 2011, который россиянки выиграли, а сама спортсменка вошла в символическую сборную турнира и была признана MVP чемпионата. По версии сайта Eurobasket.com Елена была включена во вторую символическую пятёрку Европы 2011 года.

## Достижения
- Чемпионка Европы (2011);
- Чемпионка Европы среди молодёжи (2004, 2006);
- Чемпионка Европы среди юниорок (2002, 2004);
- Серебряный призёр XXV Всемирных Студенческих Игр (2009);
- Серебряный призёр чемпионата России (2015, 2016, 2017)
- Бронзовый призёр чемпионата России (2006, 2009, 2012, 2013).
- Победитель Евролиги ФИБА (2017)